# Trystena
Trystena, Trystenaja (bułg. Тръстена, Тръстеная) – schronisko turystyczne położone u północnego podnóża Izdremca. Jest to murowany dwupiętrowy budynek o pojemności około 30 miejsc z zewnętrznymi węzłami sanitarnymi i łazienkami. Budynek ma dostęp do wody bieżącej, jest zelektryfikowany i ogrzewany piecami. Dysponuje kuchnią turystyczną i jadalnią. Do schroniska dociera się szosą asfaltową i drogą szutrową. Schronisko jest na trasie europejskiego długodystansowego szlaku pieszego E3 ( Kom - Emine).
Sąsiednie obiekty turystyczne:
- ruiny trackiej twierdzy Kulenica - 1,30 godz. i słowiańskiej osady Gradiszteto - 2 godz.
- Izdremec (1492 m n.p.m.) 1 godz.
- monastyr Siedmiu ołtarzy - 2.00 godz.
- schronisko Probojnica - 6 godz.
- schronisko Bukowec - 4.30 godz.
- schronisko Leskowa - 6.00 godz.

Szlaki są znakowane.
Punkty wyjściowe:
- Gara Łakatnik - 14 km (7 km szosą asfaltową do Łakatnika i 7 km drogą szutrową)
- wieś Łakatnik - 7 km drogą szutrową (1,30 godz. znakowanym szlakiem)
- Bow - 12 km (5 km asfaltem i 7 km drogą szutrową